# Liste der Museen im Rhein-Erft-Kreis
Die Liste der Museen im Rhein-Erft-Kreis beinhaltet Museen, die unter anderem Kunst, Kultur und Naturgeschichte vorstellen. Der Rhein-Erft-Kreis ist ein Landkreis in Nordrhein-Westfalen.

## Liste der Museen
| Bezeichnung                                                                 | Ort            | Bemerkungen                                                                                          | Bild |
| --------------------------------------------------------------------------- | -------------- | --- | ---- |
| Rosengart-Museum                                                            | Bedburg        | Automobil-Museum mit Fahrzeugen des Unternehmens Automobiles L. Rosengart                            |      |
| Rheinbraun-Informationszentrum Schloss Paffendorf                           | Bergheim       | |      |
| Mauseum                                                                     | Bergheim       | |      |
| Pfeifenmuseum Peter Heinrichs                                               | Bergheim       | |      |
| Pianomuseum Haus Eller                                                      | Bergheim-Ahe   | |      |
| Finanzgeschichtliche Sammlung in der Bundesfinanzakademie, das Steuermuseum | Brühl          | |      |
| Max-Ernst-Museum                                                            | Brühl          | |      |
| Museum für Alltagsgeschichte                                                | Brühl          | |      |
| Schlösser Augustusburg und Falkenlust                                       | Brühl          | |      |
| Brühler Kunstverein in der „Alten Schlosserei des Marienhospitals“          | Brühl          | |      |
| Stiftung Keramion Zentrum für moderne+historische Keramik Frechen           | Frechen        | |      |
| Löhrerhof                                                                   | Hürth          | |      |
| Villa Trips                                                                 | Kerpen         | Museum für Rennsportgeschichte, aufgelöst 2015, Teile im Prototyp (Museum) Hamburg, reaktiviert 2016 |      |
| Digitales Heimatmuseum Sindorf                                              | Kerpen         | Digitales, multimediales Heimatmuseum Sindorf                                                        |      |
| Haus für Kunst und Geschichte mit Museum H. J. Baum                         | Kerpen         | |      |
| Die Welt der Schumachers, Rennsportmuseum                                   | Kerpen         | |      |
| Traktorenmuseum Gebr. Stollenwerk                                           | Kerpen         | in der Wasserburg Kerpen                                                                             |      |
| Kolping-Museum                                                              | Kerpen         | |      |
| Qwertzuiopü                                                                 | Kerpen-Sindorf | Büro- und Schreibmaschinen-Museum                                                                    |      |
| Abtei Brauweiler                                                            | Pulheim        | |      |
| Heimatmuseum Stommeln                                                       | Pulheim        | |      |
| Museum Abtei Brauweiler                                                     | Pulheim        | |      |
| Synagoge Stommeln                                                           | Pulheim        | |      |